# موسیقی‌دان پیر
موسیقی‌دان پیر (به فرانسوی: Le Vieux Musicien) نام یک نقاشی رنگ روغن است که توسط ادوار مانه نقاش امپرسیونیست فرانسوی در سال ۱۸۶۲ کشیده شده است. در آن دوره مانه تحت تأثیر هنر اسپانیا قرار گرفته بود. نقاشی تأثیر گوستاو کوربه
را هم فاش می‌کند. این کار یکی از بزرگترین تابلوهای مانه است و در نگارخانه ملی هنر آمریکا در واشینگتن، دی.سی. نگهداری می‌شود.
تصویر متشکل از هفت شخصیت در یک چشم‌انداز است.موسیقی‌دان پیر در مرکز تصویر و در حال آماده‌سازی ویلون‌اش برای نواختن ،رهبر یک گروه کولی محلی ژان لاگرن است.در سمت چپ تصویر دختر جوانی با کودکی در بغلش و دو پسر جوان ایستاده‌اند.مردی که در پشت موسیقیدان با کلاهی بر سر ایستاده،کولارده است که کارش جمع کردن آهن قراضه و لباس کهنه است.در سمت راست،مرد شرقی-که بخشی از او در تصویر است- با عمامه و ردای دراز یک «یهودی سرگردان» به نام گرو را نشان می‌دهد.به نظر می‌رسد حالت و لباس شخصیتها از دیه‌گو ولاسکس و لویی لو نن الهام گرفته شده است.
نقاشی نیاز به چند توضیح دارد:مردی که کلاه به سر دارد همان شخصیت تابلو اَبسینت‌نوش است که چند سال پیش توسط مانه کشیده شده است و دوباره بدون دلیل ویژه‌ای در این نقاشی ظاهر می‌شود.در ضمن پسر جوانی که کلاه حصیری دارد از تابلو دلقک ژان-آنتوان واتو الهام گرفته شده است.